# Domérat
Domérat – miejscowość i gmina we Francji, w regionie Owernia-Rodan-Alpy, w departamencie Allier.

## Demografia
Według danych na rok 1990 gminę zamieszkiwało 8875 osób, a gęstość zaludnienia wynosiła 250 osób/km². W styczniu 2015 r. Domérat zamieszkiwało 9212 osób, przy gęstości zaludnienia wynoszącej 259,5 osób/km².